# Sirombu (plaats)
Sirombu is een bestuurslaag in het regentschap Nias Barat van de provincie Noord-Sumatra, Indonesië. Sirombu telt 1791 inwoners (volkstelling 2010).